# Gråärt
Gråärt (Pisum sativum var. arvense) är en variant av ärta som först blev dokumenterad av Linnés lärjunge Pehr Kalm; han beskrev den under sin resa år 1742. Denna ärta sågs traditionellt oftast tillsammans med bondbönan som ger stöd för ärterna när de växer. Sedan man skördat ärtplantorna hängs de upp för att torkas på krakemärr, 5–6 meter höga träställningar. Plantorna blir cirka 170–200 cm höga. 

## Beskrivning
Det är en liten mörkgrå, ibland blåprickig och blåsvart ärta, mindre än en vanlig gul ärta. Det finns flera sorters gråärt, där en del är bättre att torka medan det finns andra som äts som sockerärtor. Blommorna är oftast färgglada i två färger; Gråärt Solberga, till exempel, är rosa och violett.

## Historia och användning
Gråärt var tillsammans med spannmål och rovor en viktig basföda för människor och djur i Norden. Den odlades fram till 1800-talet i Sverige (i Bohuslän odlades den dock in på 1900-talet). Med tiden betraktades gråärten som omodern och ersattes av gula och gröna ärtor.
Förr malde man ner ärtorna till mjöl som användes i bakning, gröt, välling, tunnbröd och soppa. Man gav även detta som foder till djuren.

## Odling
Gråärtan är en tålig växt som klarar dåligt väder rätt bra. Fröna sätts ner i jord på våren med ett mellanrum på 15–20 cm. De behöver dock en form av stöd som klättervägg eller pinne som den kan klättra på. I augusti–september är det dags att skörda och torka skidorna.